# Per Bendz
Per Bendz, född 14 juli 1848 i Västra Tommarps socken, Malmöhus län, död 22 juni 1911 i Falsterbo församling, Malmöhus län, var en svensk advokat och kommunalpolitiker (höger).
Bendz blev student vid Lunds universitet 1868, avlade juridisk examen 1874 och blev vice häradshövding 1876. Han var polisnotarie i Malmö 1882–85 och därefter verksam som advokat där. Han var ledamot av Malmö stadsfullmäktige 1889–1905, dess vice ordförande 1901–04 och ordförande 1905 samt ordförande i drätselkammaren 1904–05. 
Bendz framlade 1898 i stadsfullmäktige en motion om inrättande av ett kommunalt elektricitetsverk, varom man 1900 fattade beslut. Under sin tid som ordförande i nämnda församling gjorde han sig särskilt bemärkt som pådrivare (tillsammans med bankdirektören Emil Malmsten) av kommunaliseringen och elektrifieringen av spårvägstrafiken i Malmö. Han var 1904 den förste ordföranden i styrelsen för Malmö stads spårvägar som då ännu inte övertagit trafiken. Han var även involverad i olika järnvägsbolag som Västra Klagstorp-Tygelsjö Järnväg (KTJ), Vellinge-Skanör-Falsterbo Järnväg (HSFJ) och Malmö-Kontinentens Järnväg (MKontJ).